# Langhaar-Ringbeutler
Der Langhaar-Ringbeutler (Pseudochirops albertisii) ist ein Beutelsäuger aus der Familie der Ringbeutler, der verstreut in einigen Gebieten des nordwestlichen Neuguinea und auf Yapen vorkommt.
Der Artzusatz im wissenschaftlichen Namen ehrt den italienischen Forschungsreisenden Luigi Maria d’Albertis.

## Merkmale
Langhaar-Ringbeutler haben eine Kopf-Rumpf-Länge von 29 bis 34 cm, eine Schwanzlänge von 29 bis 32 cm und ein Gewicht von 640 bis 875 g. Die Tiere sind dem Einsiedler-Ringbeutler (Pseudochirops coronatus) zum Verwechseln ähnlich und unterscheiden sich von dieser Art dadurch, dass sie etwas kleiner und schlanker sind (640 bis 875 g vs. 1,5 kg) und kürzere Körperhaare aber längere Haare auf dem Schwanz haben. Beim Langhaar-Ringbeutler ist das Bauchfell grau, beim Einsiedler-Ringbeutler dunkelgrau. Die Zähne des Langhaar-Ringbeutlers sind deutlich kleiner als die des Einsiedler-Ringbeutlers.

## Vorkommen, Lebensraum und Lebensweise

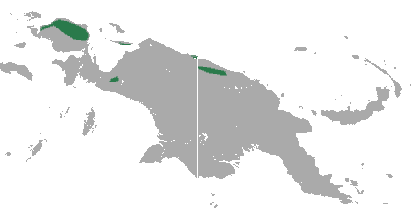
Verbreitungskarte des Langhaar-Ringbeutlers

Der Langhaar-Ringbeutler kommt auf Yapen und in moosigen Primärwäldern im Arfakgebirge auf der Vogelkop-Halbinsel und in einigen Höhenzügen des nordwestlichen Küstengebirges in Höhen von 1100 bis 1900 Metern vor. Durch die dazwischen liegenden Tieflandregenwälder sind die einzelnen Populationen voneinander isoliert und das Verbreitungsgebiet ist disjunkt. Außer dass sie nachtaktiv sind, ist über ihr Verhalten bisher kaum etwas bekannt. Im Unterschied zu anderen Ringbeutler scheinen sie keine Baumhöhlen zu benutzen. Stattdessen verbringen sie den Tag schlafend in Astgabeln oder auf dem Erdboden in einem Versteck. Ein Weibchen mit einem einzelnen Neugeborenen wurde im März gefangen und untersucht, ein weiteres mit einem Jungtier mit einer Körperlänge von 8,9 cm im September. Auch die Ernährung ist noch nicht besonders intensiv untersucht worden. Bei Analysen von Mageninhalten fand man Blättern, Früchte und die Knospen von Feigen.

## Gefährdung
Der Langhaar-Ringbeutler gilt als „potenziell gefährdet“ (Near Threatened). Die Tiere werden zur Gewinnung von Bushmeat vom Menschen getötet und leiden unter dem Verlust ihres Lebensraumes, da immer mehr Wald gerodet wird um landwirtschaftliche Nutzflächen zu gewinnen.